# سوق الدماء
مسلسل سوق الدماء تدور أحداثه حول أشخاص فقدوا أحد أبناؤهم فيضطرون للتنازل عن المطالبة بحقهم أمام الضغط والابتزاز من قِبل لجنة إصلاح ذات البين والمشايخ.

## أحداث العمل
في إطار من الإثارة والتشويق، تدور أحداث المسلسل حول مجموعة من الأشخاص الذين يجدوا أنفسهم في مواقف لا يحسدون عليها، وخاصة الأشخاص الذين قد يفقدوا أحد أبناؤهم ويضطرون للتنازل عن المطالبة بحقهم أمام الضغط من قِبل لجنة إصلاح ذات البين والمشايخ، أو أمام الابتزاز.

## الممثلون[4]
| - تركي اليوسف - إلهام علي - نيرمين محسن - ماجد مطرب فواز - شيماء الفضل - محمد الحجي - هند محمد - فارس الخالدي - نايف خلف - جبران الجبران - محسن الشهري - عهود السامر (العنود) - مشعل العتيبي - عيد سعد - عبدالله القحطاني - وائل غازي - فريد الحربي | - مرزوق الغامدي (ضيف شرف) - أغادير السعيد (ضيف شرف) - سامي حازم (ضيف شرف) - يحيى الغماري (ضيف شرف) - أمل حسين (ضيف شرف) - أسماء الحسن (ضيف شرف) - محمد شامان (ضيف شرف) - أيمن بركات (ضيف شرف) - علي فايع (ضيف شرف) - فيصل الشعيب (ضيف شرف) - ريما العلي - نجود أحمد - إسراء عبدالعزيز - شبيب آل خليفة - رانا الشافعي | - فواز يحيى - أسماء الفهد - فوز عبدالله - عبدالعزيز النتيفي - بندر الحدادي - سلطان الحربي - عادل الشاكري - بندر الخضير - عادل العتيبي - وليد الغنام - عبدالله المطيري - محمد الخزيم - فايز العنزي - بندر الخضير |
| --- | --- | --- |